# هرواتسکی آتوسسته
هرواتسکی آتوسسته (کرواتی: Hrvatske autoceste) شرکت دولتی ترابری کروات است، که در سال ۲۰۰۱ تأسیس شد.